# إيثان إريكسون
إيثان إريكسون (بالإنجليزية: Ethan Erickson)‏ مواليد 5 أغسطس 1973 في منيابولس، هو ممثل أمريكي بدأ مسيرته الفنية سنة 1995.

## الأعمال
- فيلم فيديو
- خطوة بخطوة
- غايدنغ لايت
- بافي قاتلة مصاصي الدماء
- فريندز
- جوي
- سي اس آي: التحقيق في موقع الجريمة
- سي إس آي: ميامي
- المستشفى العام
- سي اس آي: نيويورك
- مونك
- رادار
- كاسل

## روابط خارجية
- إيثان إريكسون على موقع IMDb (الإنجليزية)
- إيثان إريكسون على موقع ألو سيني (الفرنسية)
- إيثان إريكسون على موقع أول موفي (الإنجليزية)
- إيثان إريكسون على موقع قاعدة بيانات الأفلام السويدية (السويدية)
- إيثان إريكسون على موقع قاعدة بيانات الفيلم (الإنجليزية)
- إيثان إريكسون على موقع كينوبويسك (الروسية)